# Міст через затоку Цзяочжоу
Міст через затоку Цзяочжоу (кит.: 青岛海湾大桥, англ. Jiaozhou Bay Bridge) — другий по довжині міст в світі і перший по довжині міст через водну перешкоду (на січень 2011 року). Перетинає північну частину затоки Цзяочжоу, з'єднуючи місто Циндао (36°09′36″ пн. ш. 120°21′27″ сх. д. / 36.15998° пн. ш. 120.35741° сх. д.) з приміським промисловим районом Хуандао (36°05′39″ пн. ш. 120°07′33″ сх. д. / 36.09419° пн. ш. 120.12593° сх. д.). Довжина моста становить близько 42,5 км (26,7 милі) , що майже на 5 км перевершує попереднього рекордсмена, міст Пончартрейн в штаті Луїзіана. У Китаї, на 2012, вже розташовані десять найдовших мостів у світі, включаючи 164 км Дан'ян-Куньшаньський віадук на Пекін-Шанхайській швидкісній залізниці.
Міст через затоку Цзяочжоу найближчим часом також перестане бути найбільшим автомобільним мостом, так як з грудня 2009 почалися роботи над 49,6 км (31 миля) мостом Макао - Чжухай - Гонконг через естуарій річки Чжуцзян на півдні Китаю.

## Опис
Міст через затоку Цзяочжоу має три судноплавні ділянки: Cangkou Channel Bridge, Dagu Channel Bridge і Hongdao Channel Bridge. Cangkou Channel Bridge' має 600 м завдовжки, найбільший проліт — 260 м, це найбільший проліт всього мосту через затоку Цзяочжоу. Hongdao Channel Bridge — 120 м завдовжки. Несудноплавні ділянки мосту мають крок 60 м.
Jiaozhou Bay Connection Project складається з двох головних частин:. 35,4 км завдовжки це власне Міст через затоку Цзяочжоу, і 6,17 км завдовжки — Тунель Циндао - затока Цзяочжоу. Проте багато джерел довжину тунелю включають у загальну довжину моста
35,4 км в свою чергу мають наступний поділ:
- 26,75 км — Міст через затоку Цзяочжоу (з яких 25,9 кілометрів знаходиться над водою)
- 5,85 км — сухопутний міст зі сторони Циндао
- 0,9 км — сухопутний міст зі сторони Хундао
- 1,9 км — з'єднання на острові Хундао

## Будівництво
Міст побудований за 4 роки, і на його споруду було витрачено близько 5,5 мільярдів фунтів стерлінгів (трохи менше 60 млрд китайських юанів). Проект розроблений Shandong Gausu Group. Міст розділений на шість дорожніх смуг, а підтримують його більше 5200 опор. Всього на будівництво пішло близько 450 тисяч тонн сталі і 2,3 мільйона м³ бетону. Офіційні представники стверджують, що конструкція досить міцна, щоб витримати восьмибальний землетрус, тайфун або зіткнення з судном водотоннажністю до 300 000 тонн. Міст будувався двома бригадами робітників загальною чисельністю близько 10000 чоловік, бригади вели будівництво з протилежних кінців і на початку 2011 року завершили роботу, зустрівшись на середині мосту.
Щодня по мосту проїжджає близько 30000 машин. У той же час користування мостом дозволяє скоротити шлях з Циндао в Хуандао всього лише на 20-30 хвилин. Деякі представники громадськості вважають, що економія 20-30 хвилин не порівнянна з такими витратами і є просто розтратою державних коштів.